# Glut und Asche
Glut und Asche (erschienen 2009) ist ein historisch-phantastischer Roman von Wolfgang Hohlbein und der elfte Band der Chronik der Unsterblichen. Die Geschichte um zwei Vampyre auf Rachefeldzug gegen den Gott Loki spielt im London des 17. Jahrhunderts.

## Handlung
Im Jahre 1666 gelangen die zwei Vampire Andrej Delãny und sein nubischer Freund Abu Dun aufgrund von Gerüchten über eine seltsame Mordserie nach London. Hier hofft Andrej den Gott Loki zu finden, um sich an ihm zu rächen. Bereits zu Beginn treffen sie auf eine Schar herumvagabundierender Kinder, deren zwölfjähriger Anführer sich mit dem Namen von Andrejs verlorengegangenen bösartigen Ziehsohn Frederic vorstellt. Immer wieder spielt Frederik, angeblich auf Lokis Befehl, mit Andrej ein böses Spiel. Außerdem treffen sie auf die Göttin Meruhe mit ihren zwei schwarzen kampfstarken Dienerinnen, die Andrej mit allen Mitteln davon abbringen möchte, in der Stadt zu bleiben. Zusätzlich scheint sich in London ein Krieg der Götter abzuwickeln. Nachdem Frederic seine jüngere Freundin Bess getötet hat und es so hat aussehen lassen, als sei Andrej daran schuld, wird Andrej von Inspektor Marcus ins Gefängnis geworfen. Dieser will sich für Andrejs Taten an seinem angeblichen Vorfahren Vater Domenicus rächen und lässt Andrej wieder und wieder beinahe zu Tode foltern. In einer Zelle angekettet, bemerkt Andrej, dass ganz London brennt.

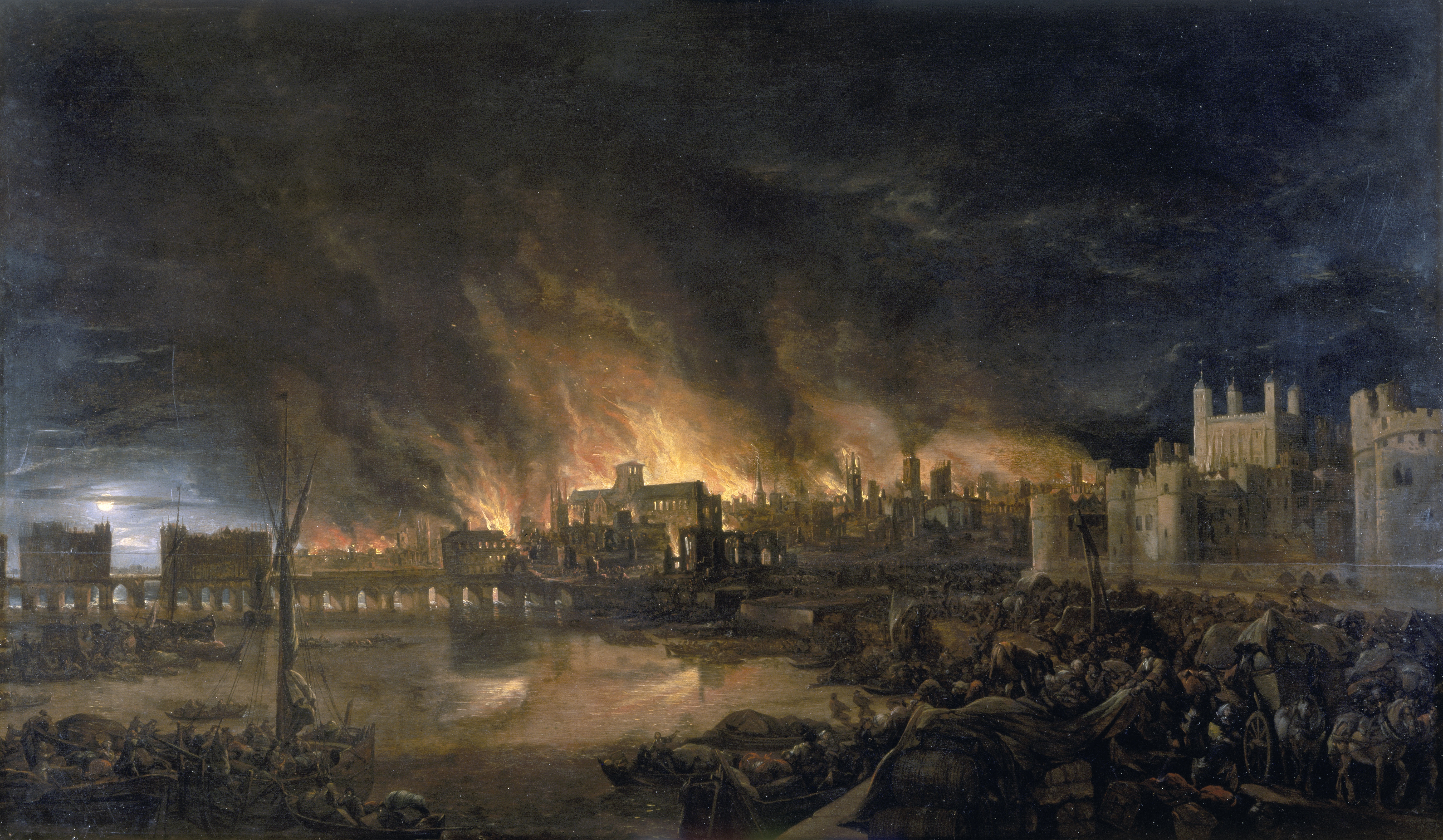
Das Feuer am Dienstag, dem 4. September 1666

Als Andrej endlich von Abu Dun und Meruhe befreit wird, ist er auf das äußerste geschwächt. Um dem drohenden Feuer entkommen zu können, leiht Meruhe Andrej einen Teil ihrer Kraft. So gestärkt, verfolgt Andrej eigensinnigerweise Frederic und gerät in eine Falle. Es stellt sich heraus, dass Frederic tatsächlich Andrejs Ziehsohn in einem neuen Wirtskörper ist. Er gibt Andrej die Möglichkeit, seinen Peiniger Marcus zu töten. Trotzdem wendet sich Andrej gegen Frederic und seine drei Vampire, und mit der Hilfe von Abu Dun und Meruhe gelingt es ihm, gegen sie zu bestehen, wobei Frederic entkommt. In der Nacht im verlassenen Gasthaus Star Inn vermischen Andrej und Meruhe ihr Blut. Andrej bekommt damit die Möglichkeit, sich selbst in einen göttlichen Unsterblichen weiterzuentwickeln, und es gibt ihm die Kraft, den Kampf des nächsten Tages zu bestehen. In einem packenden Finale auf den Dächern der London Bridge kämpfen Andrej, Abu Dun und Meruhe gegen den Gott Marduk, Loki, Frederik und von ihm umgewandelte Vampire. In einem Akt der Verzweiflung rettet Meruhe Andrej das Leben, in dem sie Loki nahe am Herz verletzt. Andrej enthauptet ihn daraufhin. Es stellt sich heraus, dass Götter dieselben Verletzungen bekommen, die sie anderen Göttern zufügen, sodass nach dem Kampf Meruhe tödlich verletzt ist. Andrej bringt es nicht über sich, die Lebenskraft Frederiks in sich aufzunehmen und damit den letzten Schritt des Gottwerdens zu vollziehen, weil er herausfindet, dass Frederik in Wirklichkeit sein verstorbener Sohn Marius ist.

## Hintergrund
Glut und Asche greift die historischen Ereignisse des Großen Brands von London auf.

## Ausgaben
- Wolfgang Hohlbein: Glut und Asche, vgs 2009, ISBN 3-8025-8247-0
- Wolfgang Hohlbein: Glut und Asche Portfolio, Lyx 2009, ISBN 3-8025-8249-7